# Henri Belleau
Joseph Marie Henri Belleau OMI (* 8. Oktober 1896 in Ottawa, Kanada; † 5. Januar 1976) war ein kanadischer Ordensgeistlicher und römisch-katholischer Apostolischer Vikar von James Bay.

## Leben
Henri Belleau trat der Ordensgemeinschaft der Oblaten der Unbefleckten Jungfrau Maria bei und empfing am 18. Dezember 1920 das Sakrament der Priesterweihe. 
Am 11. Dezember 1939 ernannte ihn Papst Pius XII. zum Titularbischof von Perrhe und zum ersten Apostolischen Vikar von James Bay. Der Erzbischof von Québec, Jean-Marie-Rodrigue Kardinal Villeneuve OMI, spendete ihm am 3. Februar 1940 die Bischofsweihe; Mitkonsekratoren waren der Bischof von Timmins, Louis Rhéaume OMI, und der Bischof von Gravelbourg, Joseph-Wilfrid Guy OMI.
Belleau nahm an der ersten und zweiten Sitzungsperiode des Zweiten Vatikanischen Konzils teil. Am 21. April 1964 trat er als Apostolischer Vikar von James Bay zurück.